# Cantone di Quepos
Il cantone di Aguirre è un cantone della Costa Rica facente parte della provincia di Puntarenas.

## Geografia antropica

### Suddivisioni amministrative
Il cantone  è suddiviso in 3 distretti:
- Naranjito
- Quepos
- Savegre